# Amastris gregaria
Amastris gregaria är en insektsart som beskrevs av Broomfield 1976. Amastris gregaria ingår i släktet Amastris och familjen hornstritar. Inga underarter finns listade i Catalogue of Life.